# Powiat kijowski
Powiat kijowski – dawny powiat województwa kijowskiego, następnie starostwo białocerkwiańskie, w prowincji małopolskiej, później gubernia kijowska.
W latach 1471 do 1569, w składzie województwa kijowskiego Wielkiego Księstwa Litewskiego. Od roku 1569 do 1659 miasto i powiat, w województwie kijowskim, w składzie prowincji małopolskiej. Powiat był podstawową jednostką administracyjną, sądową (dla sądów pierwszej instancji), wojskową, fiskalną i polityczną. Sejmiki, gdzie obierano posłów na Sejm w mieście stołecznym odbywały się do roku 1659. Po tym okresie – w Żytomierzu, Owruczu i Białej Cerkwi. Powiat liczył 15 urzędników. Siedzibą było miasto Kijów, a od roku 1659 Biała Cerkiew.

## Geografia
Położony był na rozległej części Wyżyny Naddnieprzańskiej znajdującej się w środkowej części Ukrainy, między środkowym biegiem Dniepru i Bohu.  Główna rzeką przepływającą przez region była Roś.

## Historia
We wczesnym średniowieczu był to obszar w większości zamieszkany przez wschodniosłowiańskie plemiona Polan, którzy zajmowali oba brzegi środkowego Dniepru oraz Uliczów – między Dniestrem a Prutem.

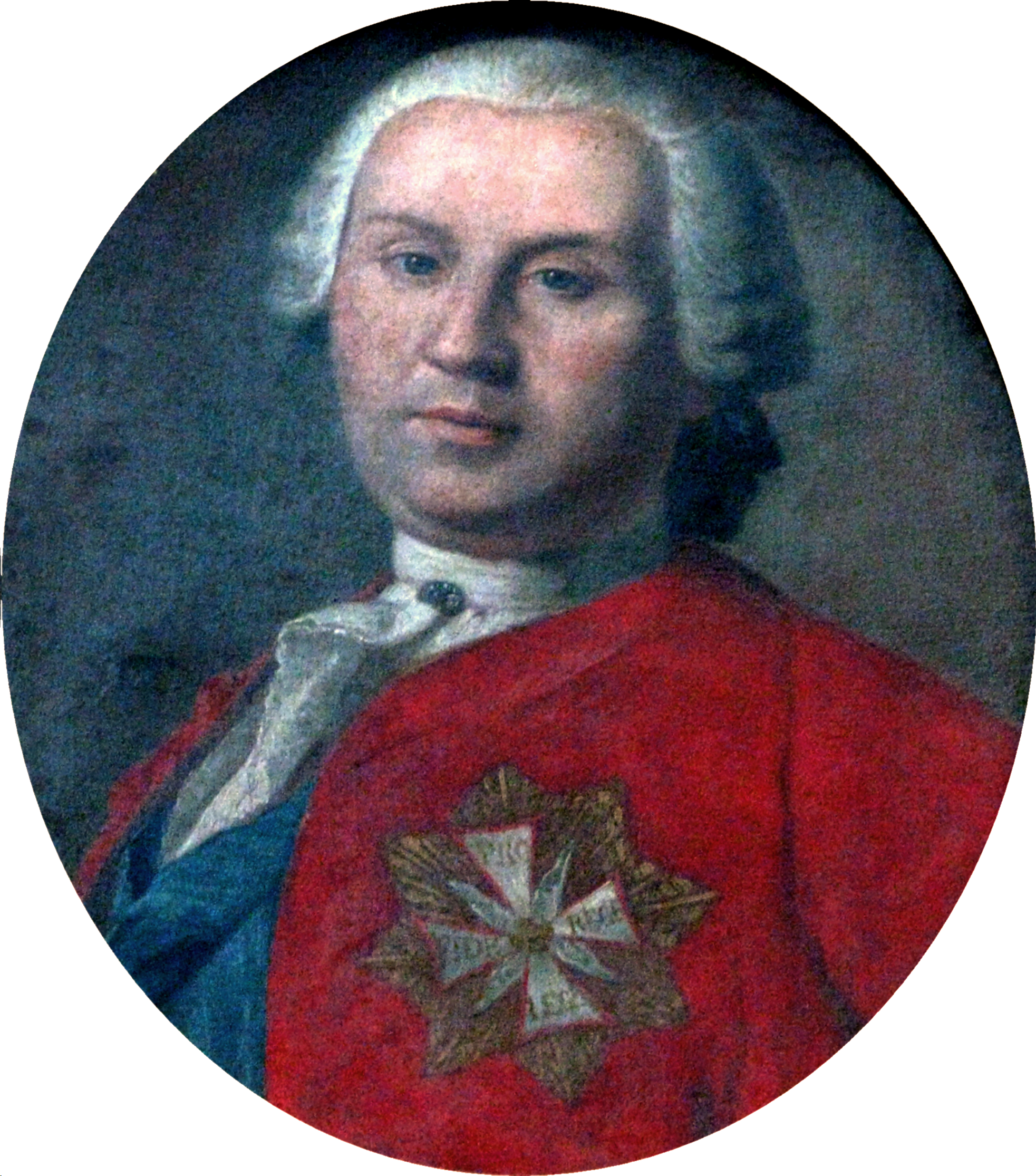
Jerzy August Mniszech starosta białocerkiewski

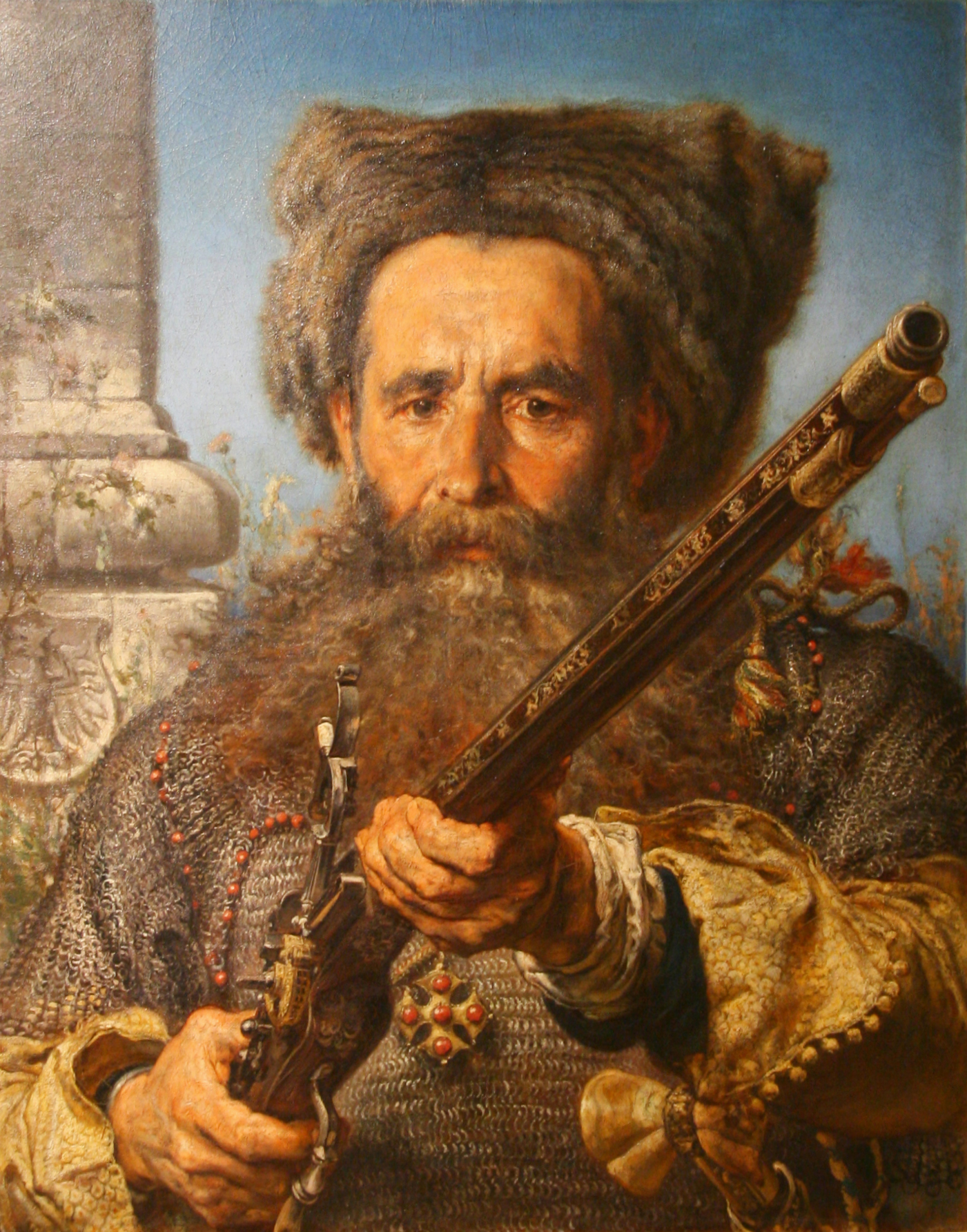
Eustachy Daszkiewicz hetman kozaków zaporoskich, starosta kaniowski i czerkaski, obraz Jana Matejki

W średniowieczu większość Naddnieprza należało do Rusi Kijowskiej, a następnie (po rozbiciu dzielnicowym Rusi) do sukcesyjnych księstw ruskich. Najazdy mongolskie w XIII wieku i ekspansja Wielkiego Księstwa Litewskiego na ziemie ruskie położyły kres suwerenności tych dzielnic. Głównymi ośrodkami administracyjnymi Naddnieprza w wiekach XV-XVII były m.in. Kijów, Czehryń, Biała Cerkiew. Kijów został zdobyty przez wojska księcia Gedymina w roku 1320.
Na początku XVII wieku zaczęła szybko rosnąć liczba Kozaków. W Białej Cerkwi było ich 300, w Czerkasach 800, w Borowicy, 100, w Daniłowie 100, w Czehryniu 500, w Arkliju 300, w Hołtwie 150, w Perejasławiu 700; w mniejszych miasteczkach nie byli liczeni.

## Miasta
W roku 1667 głównymi miastami były Biała Cerkiew nad Rosią, Trylisy (Trylesy) nad Kamionką, Chwastów (Fastów) nad Unawą, Hostomla nad Irpeniem, Trechtymirów nad Dnieprem, Kaniów przy ujściu Kaniówki do Dniepru, Kumejki, Czerkasy, Żabotyn, Humań, Targowica, Smiła nad Taśminem (własność książąt Lubomirskich), Borowica nad Dnieprem, Kryłów nad Dnieprem, Czehryń nad Taśminem, Zwinogródka (Zwinogród)  nad Zgniłym Tykiczem,  Łysianka przy ujściu Łysianki do Tykicza,  Ochmatów nad Bachwą, Stawiszcze nad Tykiczem, Rzijszczów, Korsuń, Niechoroszcza nad Pustachą między Korsuniem a Bohusławiem, Bohusław przy ujściu Bohusławki do Rosi, Taraszcza, Skwira nad Skwirą, Romanów (Romanówka) nad Unawą, Szawuliskie (Szuwalskie) nad Tykiczem, Kahorlickie (Kahorlik) nad Hniłuszą, Sinica (Sinickie) nad Rosią i Sinicą, Tabor (Taborowskie) nad Rastawicą, Stawiszcze nad Kamionką, Rożów nad Zdwirzem, Dymirskie, Wyszogród, Perejasław, Żółte Wody, Hermanowskie, Tetyjów nad Rosią, Biłołówka, Białopol, Chodorków nad Irpeniem, Brusiłów nad Zdwirzą, Jasnogródka nad Zdwirzem, Moszna nad Moszną, Aleksandrówka.

## Gminy
W okresie rozbiorów siedzibami gmin były:
1. Byszów
2. Biłhorod(inne języki)
3. Borodzianka
4. Czerniachów(inne języki)
5. Hwozdów(inne języki)
6. Hermanówka(inne języki)
7. Hlewacha
8. Hostoml
9. Demiówka(inne języki)
10. Dymir
11. Kahorlik
12. Kopaczów
13. Litwinówka(inne języki)
14. Makarów
15. Mirówka(inne języki)
16. Motyżyn
17. Mikolska Borszczahówka(inne języki)
18. Obuchów
19. Petropawłowska Borszczahówka
20. Rzyszczów
21. Stawy(inne języki)
22. Stajki(inne języki)
23. Stare Petrowce(inne języki)
24. Trypol
25. Chalcza(inne języki)
26. Jurów(inne języki)
27. Wielka Buhajówka(inne języki)
28. Wielkie Dmitrowice(inne języki)